# Bolitophagus reticulatus
Bolitophagus reticulatus is een keversoort uit de familie zwartlijven (Tenebrionidae).

## Beschrijving
Bolitophagus reticulatus is zes à zeven millimeter groot. De kever heeft een zwart, compact lichaam. De kop is iets smaller dan het halsschild (pronotum) en is bedekt met putjes. De ogen zijn bijna of volledig in twee helften verdeeld; één helft is aan de bovenzijde te zien en één helft aan de onderzijde. De antennes bestaan uit elf segmenten en zijn naast de monddelen bevestigd. Het halsschild is net als de kop bedekt met putjes en heeft een brede, afgeplatte en ruw getande zijrand. De achterste hoeken lopen tandvormig naar achteren. De dekschilden (elytra) zijn bedekt met langsgroeven met talrijke langwerpige kuiltjes. De kever draagt vaak meeliftende mijten.

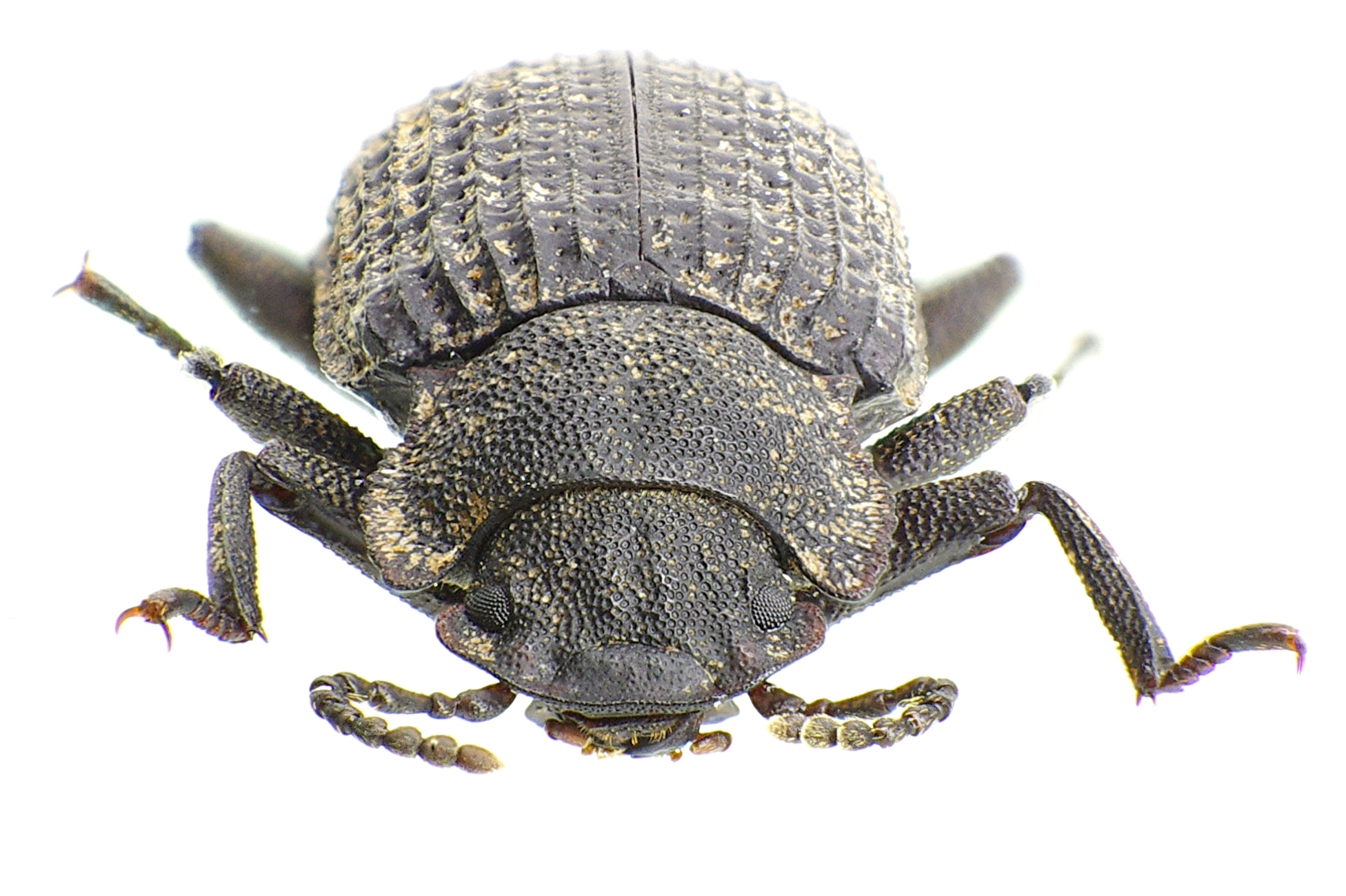
Vooraanzicht
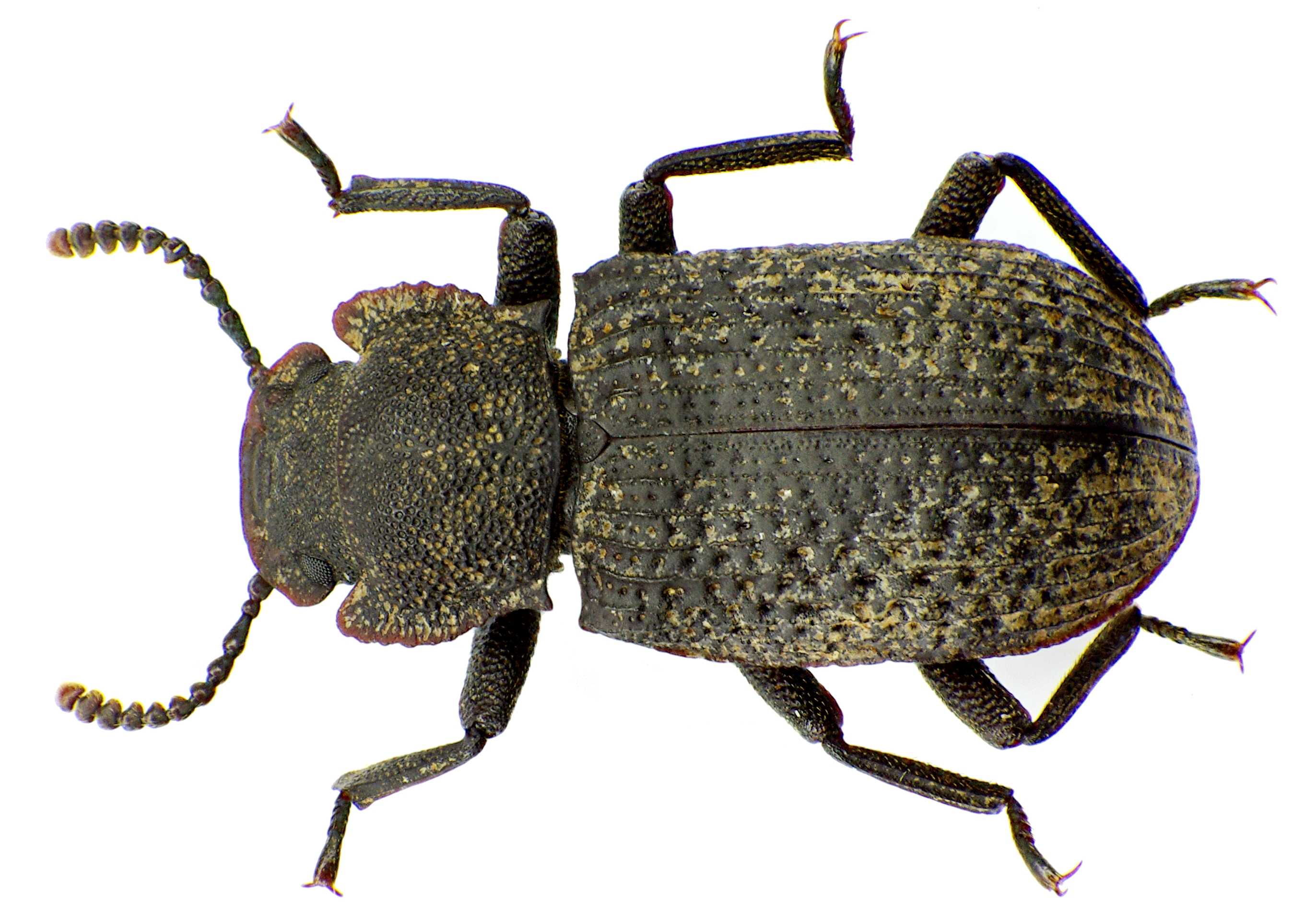
Bovenaanzicht
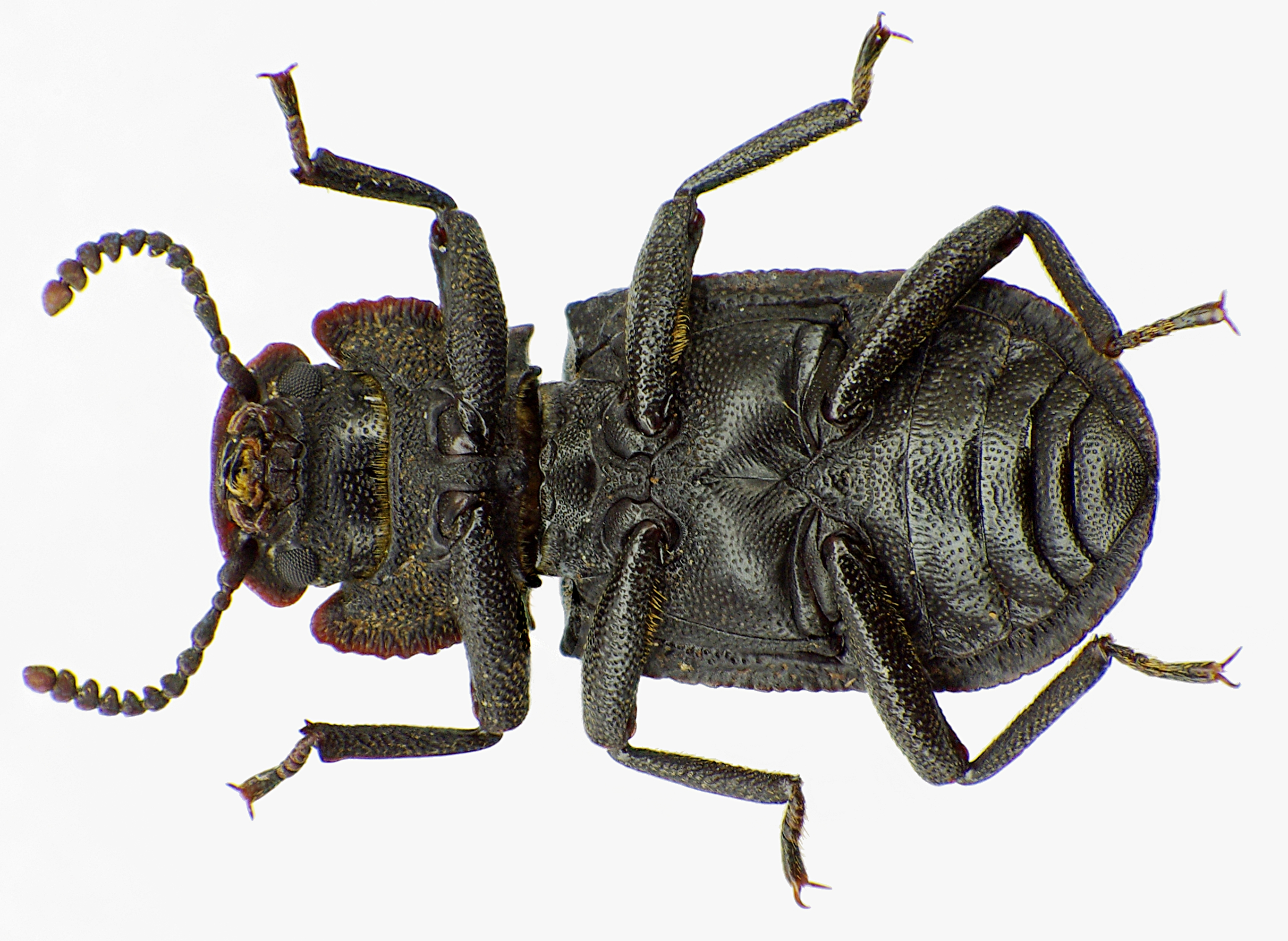
Onderaanzicht
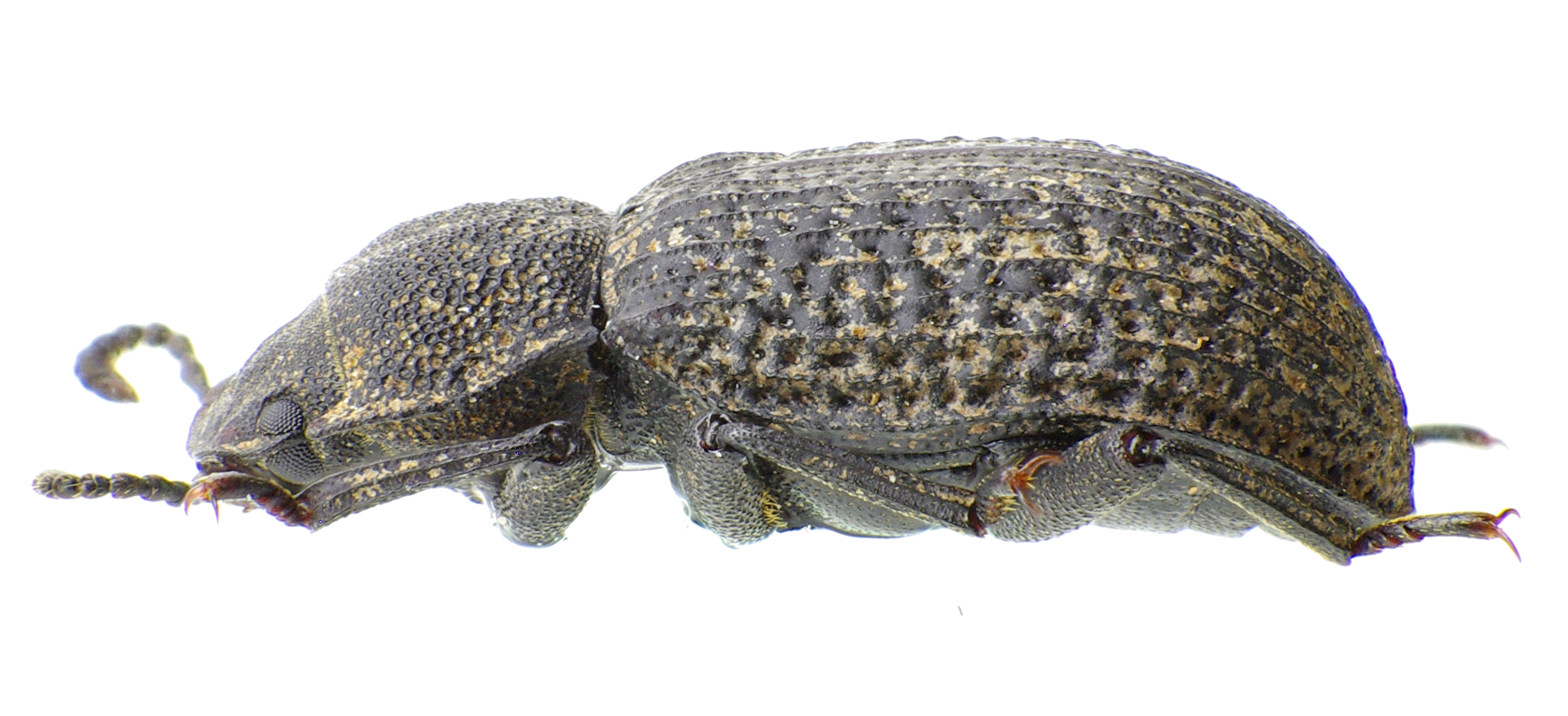
Zijaanzicht

## Verspreiding en leefwijze
Bolitophagus reticulatus komt in een groot deel van Europa voor. Zijn habitat varieert van dichte bossen tot kleine boomgroepen. Ze komen vooral voor op en in dode echte tonderzwammen (Fomes fomentarius), met name op beuken, populieren en berken. Hier ontwikkelen ook de larven zich. Net als veel andere zwartlijven kan de kever een onwelriekende substantie afscheiden bij verstoring